# ウォブラー症候群

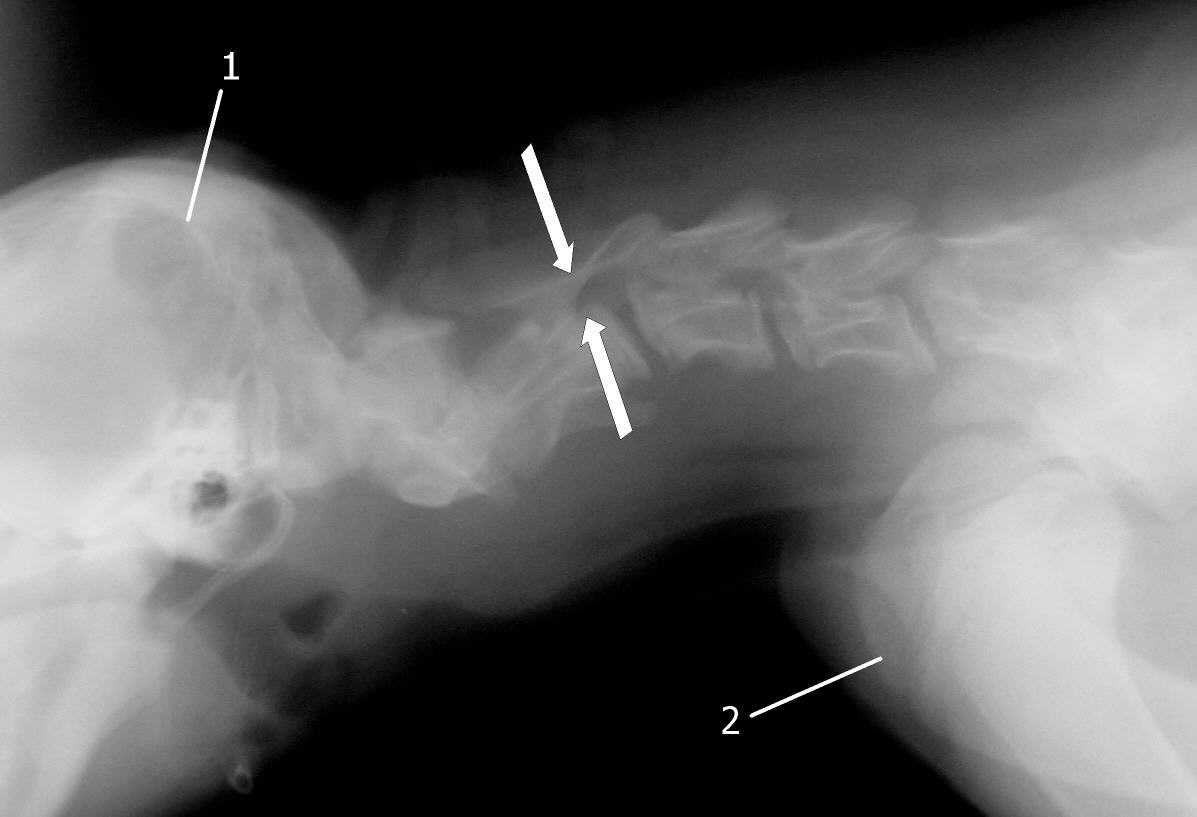
犬のウォブラー症候群におけるレントゲン写真

ウォブラー症候群（うぉぶらーしょうこうぐん、wobbler syndrome）とは椎骨あるいは靱帯の変形により頸髄が圧迫されることを原因とする馬や犬の症候群。俗称として「腰フラ」や「腰萎」（ようい）とも呼ばれる。症状は運動失調、虚弱、左右対称性の神経学的症状（後肢の左右への動揺）である。歩様検査およびX線撮影、必要に応じて脊髄造影を行い診断する。消炎鎮痛を用いた内科療法による症状の軽減が認められるが、成馬で治療効果が乏しいことが多く、外科的処置を検討する必要がある。外科的処置として椎弓切除術、椎体固定術、関節突起固定術などがある。